# Alchemilla calviformis
Alchemilla calviformis är en rosväxtart som beskrevs av P.N. Ovchinnikov. Alchemilla calviformis ingår i släktet daggkåpor, och familjen rosväxter. Inga underarter finns listade i Catalogue of Life.